# Нарушения зрения
 Нарушения зрения  — снижение способности видеть до такой степени, что вызывает проблемы, не устраняемые обычными способами, такими как очки или лекарства.
Это может быть из-за болезни, травмы, врождённых или дегенеративных заболеваний. Эта потеря зрения, как правило, определяется как:
- Острота зрения с коррекцией менее 20/60, или значительный дефект центрального поля.
- Значительный одноимённый или разноимённый двусторонний визуальный дефект периферического поля, включающий дефект поля или общее сжатия или сужение поля.
- Пониженный пик контрастной чувствительности с любым из указанных выше условий.[1][2][3][4]

Глазные нарушения, которые могут привести к нарушениям зрения могут включать в себя дегенерацию сетчатки, альбинизм, катаракты, глаукомы, мышечные проблемы, которые приводят к нарушениям зрения, расстройства роговицы, диабетическую ретинопатию, врождённые пороки и инфекции. Нарушения зрения также могут быть вызваны расстройствами мозга и нервной системы, в этом
случае их, как правило, называют кортикальными нарушениями зрения (CVI).
Путеводитель оценки постоянного ухудшения американской медицинской ассоциации попытался представить «стандартизированный, объективный подход к оценке медицинских нарушений». Глава Визуальная система «устанавливает критерии для оценки постоянного ухудшения зрительной системы, как это влияет на способность человека выполнять действия в
повседневной жизни». Путеводитель оценил, что потеря одного глаза составляет 25 % нарушений зрительной системы и 24 % от полного обесценивания человека;. Полная потеря зрения на оба глаза, как считается, является 100 % нарушением зрения и 85 % от полного обесценивания человека.
Визуальные нарушения наносят значительный экономический удар даже в развитых
странах.
Значительную часть глобального нарушения зрения можно предупредить.
 Обновлённый прогноз на основе
данных переписи населения 2010 года в Соединённых Штатах полагает, что 13 млн
американцев в возрасте 40 лет и старше будет иметь ухудшение зрения или быть
слепыми к 2050 году.

## Классификация
Любой человек с ослабленным зрением не корректируемым очками или контактными
линзами является ущербным по зрению. Всемирная организация здравоохранения
использует следующие классификации нарушения зрения. Когда острота зрения
лучшего глаза с наилучшей коррекцией:
- от 20/30 до 20/60: считается мягкой потерей зрения, или почти нормальным зрением
- от 20/70 до 20/160: считается умеренным нарушением зрения, или умеренно ослабленным зрением

Юридическая слепота
- от 20/200 до 20/400: считается серьезным нарушением зрения или тяжёлой формой снижением зрения
- от 20/500 до 20/1000: считается глубоким нарушением зрения, или глубокой потерей зрения
- Более 20/1000: считается почти полным нарушениями зрения или почти полной слепотой
- Нет восприятия света: считается общим нарушения зрения или полной слепотой

Есть также уровни нарушения зрения, основанные на потере полей зрения (потеря периферического зрения).
В Соединённых Штатах, любой человек с не корректируемым зрением, хуже чем 20/200 в лучшем глазу, или который имеет 20 градусное (диаметр) или менее остаточное поле зрения, считается слепым или может быть отнесён к инвалидам и возможно включен в некоторые программы, финансируемые государством.

### Великобритания
Сильное ухудшение зрения
- Определяется при остроте центрального зрения менее 3/60 с нормальными полями зрения, или с грубым ограничением поля зрения.
- Невозможность разглядеть с 3 м, что человек с нормальным зрением видит с 60 м.

Ухудшение зрения
- Возможность видеть на расстоянии от 3 до 6 м, что при нормальном зрении видно на 60 м.
- Менее тяжкие нарушения зрения не охвачены регистрационными данными, и их распространённость трудно оценить количественно.

Плохое зрение
- Острота зрения менее 6/18, но больше 3/60.
- Не имеют права вождения и могут возникать трудности с распознаванием лиц через улицу, смотреть телевизор, или выбрать чистую, без пятен, подходящую одежду[10].

### Соединённые Штаты Америки
В Соединённых Штатах, термины «частично зрячий», «слабо видящий», «слепой» и «полностью слепой» используются в школах, колледжах и других учебных заведениях, чтобы описать студентов с нарушениями зрения. Они определяют следующее:
1. Слабовидящий указывает на определённые типы визуальных проблем, с необходимостью получения специального образования в некоторых случаях;
2. Плохое зрение в целом относится к тяжёлым нарушениями зрения, не обязательно ограничивается зрением вдаль. Плохое зрение распространяется на всех лиц со зрением, которое не позволяет читать газету на обычном расстоянии просмотра, даже с помощью очков или контактных линз. Для этого используется сочетание зрения и другие органов чувств для обучения, может потребоваться адаптация к освещению или размеру отпечатка, а иногда и шрифта Брайля: ;
  1. Близорукие — не в состоянии ясно видеть отдалённые объекты
  2. Дальнозоркие — не в состоянии ясно видеть близкие объекты
3. Юридически слепой указывает, что человек имеет остроту зрения меньше, чем 20/200 или поле зрения менее 20 градусов в лучшем глазе после наилучшей коррекцией (контактные линзы или очки);
4. Полностью слепой студент может учиться с помощью шрифта Брайля или других невизуальных средств массовой информации.

## Последствия для здоровья
Визуальные нарушения могут принимать различные формы и быть разной степени. Острота зрения не всегда является хорошим показателем остроты проблемы. Кто-то с относительно хорошей остротой (например, 20/40) может иметь трудности с ежедневным функционированием, а кто-то с худшим зрения (например, 20/200), может их не иметь, если визуальные потребности невелики.
Некоторые люди, которые попадают в эту категорию, могут использовать своё остаточное зрение для совершения ежедневных задач, не прибегая к альтернативным методам. Роль специалиста по зрению (оптометриста или офтальмолога) является максимизация функционального уровня зрения пациента с помощью оптических или не оптических средств. В первую очередь, это увеличения с помощью телескопических систем для дальнего видения и оптической или электронной лупы для близких задач.
Люди со значительно уменьшенным зрением могут извлечь выгоду из обучения, проведённого лицом, прошедшим подготовку по использованию технических средств. Специалисты по реабилитации низкого зрения, некоторые из которых связаны с агентством для слепых, могут дать совет по вопросам яркости и контрастности, чтобы максимизировать оставшееся зрение. Эти специалисты также имеют доступ к невизуальным средствам, и может проинструктировать пациентов в их использовании.
Лица, по большей части пользующиеся реабилитационными инструментами, живущие в одиночестве, и сохранившие свою подвижность и занятия бывают менее подавлены, с наименьшим риском самоубийства и высоким уровнем социальной интеграции.
Лица, с ухудшением зрения и прогнозом возможной слепоты обладают сравнительно более высоким риском суицида и, таким образом, могут нуждаться в поддерживающих услугах. Эти наблюдения защищают установление и расширение терапевтических и профилактических программ, чтобы включить в них пациентов с надвигающейся и текущей тяжёлой формой нарушения зрения, которые не могут быть отнесены к услугам для слепых. Офтальмологи должны быть осведомлены об этих потенциальных последствиях и объединяться со специалистами в области психического здоровья
при лечении этих типов пациентов, с целью предупреждения возникновения депрессивной симптоматики, избегая самоубийственного поведения, а также улучшение качества жизни этих пациентов. Такое вмешательство должно происходить на ранних стадиях диагностики, в частности, как показали многие исследования, быстрое принятие серьезного визуального гандикапа приводит к лучшему, более производительному соответствию программам реабилитации. Кроме того, сообщалось, что психологический дистресс (и на примере исследования нашей психологической аутопсии), был на самом высоком уровне, при неполной потере зрения, но прогноз неблагоприятный. Таким образом, раннее вмешательство необходимо для обеспечения успешной психологической адаптации.

## Причины
- Альбинизм : это врождённое состояние, которое может вызвать нарушения зрения, а также отсутствие у человека пигментации кожи, волос и глаз. В частности, условием, которое характеризует большинство людей-альбиносов с нарушениями зрения или слепотой является глазокожный альбинизм (ОСА), который образуется при мутации гена тирозиназы (TYR), ответственного за производство пигмента меланина белков.[13] ОСА характеристики включают 1) светочувствительность или светобоязнь (просвечивание радужной оболочки), 2) непроизвольные движения глаз (нистагм), 3) астигматизм, и 4) сильное, но часто функциональное, снижение остроты зрения.[13]

- Амблиопия : — категория потери зрения или нарушения зрения, которая обусловлена факторами, не связанными с аномалиями рефракции или сосуществующих глазных болезней[14] Амблиопия — состояние, когда зрительная система ребёнка не созревают как обычно, потому что ребёнок либо страдает от преждевременных родов, кори, дефицита витамина А или менингита.[15] Если не вылечить в детстве, амблиопия настоящее время неизлечима в зрелом возрасте, потому что эффективность хирургического лечения меняется по мере взросления.[15] Следовательно, амблиопия является ведущей причиной в мире детской потери зрения в одном глазу.[14] В лучшем, очень редком случае, правильно обработанным пациентам с амблиопией можно вернуть остроту зрения 20/40.[14]

- Катаракта : эта врождённая и педиатрическая патология, которая описывает поседение или непрозрачность хрусталика, которая чаще всего вызвана внутриутробными инфекциями, нарушением обмена веществ и генетически передаваемыми синдромами.[16] Катаракта является ведущей причиной детской и взрослой слепоты, распространённость которой удваивается каждые десять лет в возрасте после 40 лет.[17] Следовательно, сегодня катаракта чаще встречается среди взрослых, чем у детей.[16] То есть, у людей повышаются шансы развития катаракты по мере старения. Тем не менее, катаракта, как правило, имеют большую финансовую и эмоциональную нагрузку на детей, как они должны пройти дорогой диагноз, долговременные реабилитацию и визуальную помощь.[18] Кроме того, иногда пациенты получают необратимую амблиопию[16] после хирургии детской катаракты, потому что катаракта препятствует нормальному созреванию зрения до операции.[14] Несмотря на большой прогресс в лечении, катаракта остаётся глобальной проблемой как в экономически развитых, так и развивающихся странах.[16] В настоящее время, с учетом различных вариантов решений, а также неравного доступа к операциям по удалению катаракты, лучший способ уменьшить риск развития катаракты - избегать курения и длительного облучения солнечным светом (например, УФ-В лучи).[17]
- Помутнение роговицы
- Дегенеративная близорукость
- Диабетическая ретинопатия : является одним из проявлений микрососудистых осложнений диабета, которое характеризуется слепотой или снижением остроты зрения. То есть, диабетическая ретинопатия описывает кровоизлияния в сетчатку и стекловидное тело или блокировку капилляров сетчатки, вызванную увеличением уровня гликированного гемоглобина HbA1c,[19], который измеряется уровнем глюкозы или сахара в крови.[20] В самом деле, когда A1C увеличивается, люди, как правило, более рискуют развитием диабетической ретинопатии, чем других микрососудистых осложнений, связанных с диабетом (например, хронической гипергликемии, диабетической нейропатии и диабетической нефропатии).[19] Несмотря на то, что только 8% взрослых от 40 лет и старше из нарушений зрения угрожает диабетическая ретинопатия (например непролиферативная диабетическая ретинопатия или NPDR и пролиферативная диабетическая ретинопатия или PDR), на это глазное заболевание приходилось 17% случаев слепоты в 2002 году.[21]

- Глаукома : также известная как увеитическая глазная гипертензия[22] . является врождённым  детским глазным заболеванием с повышенным внутриглазным давлением (ВГД).[23] Глаукома вызывает потерю полей зрения, а также гибель зрительного нерва.[24] Ранняя диагностика и лечение глаукомы у пациентов необходимы потому, что глаукома вызывается неспецифическими уровнями ВГД.[25] Кроме того, ещё одной проблемой точной диагностики глаукомы является то, что заболевание имеет четыре этиологии: 1) синдром воспалительной глазной гипертензии (IOHS); 2) сильное закрытие увеитического угла; 3) вызванная кортикостероидами; и 4) гетерогенный механизм, связанный со структурными изменениями и хроническим воспалением.[26] Кроме того, часто педиатрическая глаукома сильно отличается в этиологии и ведении от взрослой глаукомы.[27] В настоящее время, лучший признак детской глаукомы наличие в детстве ВГД 21 мм рт.ст. или больше.[28] Одним из наиболее распространённых причин детской глаукомы является хирургическое удаление катаракты, которая приводят к заболеваемости примерно 12,2 % среди младенцев и 58,7 % среди 10-летних.[29][30]
- Макулярная дегенерация
- Пигментный ретинит
- Ретинопатия недоношенных : наиболее распространённая причина слепоты у детей раннего возраста во всем мире. В наиболее тяжёлой форме, ROP вызывает отслоение сетчатки, с сопутствующей потерей зрения. Лечение направлено, главным образом, на предупреждение, с помощью лазера или терапии с использованием препарата Бевацизумаб.
- Болезнь Штаргардта
- Трахома
- Увеит : представляет собой группу из 30 внутриглазных воспалительных заболеваний[31], вызванных инфекциями, системными заболеваниями, органоспецифическими аутоиммунными процессами, раком или травмой.[32] То есть, увеит относится к категории сложных глазных болезней, которые могут привести к слепоте, при отсутствии лечения или неправильной диагностике.[33] В настоящее время проблемой точной диагностики увеита является то, что часто причина или этиология конкретного глазного воспаления либо неизвестны, либо многосторонни.[31] Следовательно, около 3-10 % жертв увеита в развитых странах, и около 25 % жертв в развивающихся странах, становятся слепыми из-за неправильной диагностики и из неэффективного назначения препаратов.[34] Кроме того, увеит представляет собой разнообразные категории глазных болезней, которые подразделяются на гранулёматозные (или опухолевые) или не гранулёматозные, передний, средний, задний или панувеит.[32] Другими словами, увеитические заболевания, как правило, можно классифицировать по их анатомической локализации в глазе (например, сосудистой оболочки, сетчатки или хрусталика), а также по создаваемым осложнениям, способным вызвать катаракту, глаукому, повреждения сетчатки, возрастную макулярной дегенерацию или диабетическую ретинопатию.[35]

## Диагностика
Очень важно, чтобы все люди осматривались лицами, специализирующимися на проблемах низкого зрения, чтобы исключить потенциальную медицинскую или хирургическую коррекции проблемы и определить необходимую рефракцию для назначения нормальных очков и оптических средств. Только врач достаточно квалифицирован, чтобы эффективно оценить угрозу визуальному функционированию зрительной системы.

## Лечение
Помимо медицинской помощи, различные источники дают информацию, реабилитацию, образование, работу и социальную интеграцию.

### Оптические приборы
Подавляющему большинству пациентов с ослабленным зрением может помочь функционировать на более высоком уровне использование устройств для компенсации нарушений зрения. Специалисты по нарушениям зрения могут рекомендовать соответствующие устройства для исправления нарушений зрения и консультировать пациентов о том, как лучше справиться с их нарушениями зрения в целом. Многие государственные и частные организации существуют, чтобы помочь слабовидящим.
В статье, Augusto Bruix Bayés отмечает, что основным принципом помощи лицам с ослабленным зрением является увеличение изображения с помощью различных инструментов.
 Улучшение дальнозоркости:  при работе со статическими объектами
- Телевидение
- Театр
- Кино
- Созерцание пейзажа
- Распознавание номера автобуса

 Улучшение близорукости:  человек может работать ближе к объекту
- Чтение
- Письмо
- Ремесла

 Повышение чувствительности к контрастности:  человек должен использовать специальные светофильтры
 Другие инструменты: 
- Подставка для книг
- Специальные фонари
- Бумага в клетку
- Игры с увеличением
- Часы, аудио термометры, специальные телефоны, и т. д.

### Эффективность помощи оптических приборов
В исследовании, проведённом этим специалистом на 1000 больных, все субъекты с десятичной остротой зрения выше 0,02 (20/1000 футов) значительно улучшили своё зрение. Из этой группы, 48 % были очень довольны своими наглядными пособиями, 44 % были удовлетворены, 5 % почти удовлетворены и 3 % не удовлетворены. Процесс адаптации к наглядным пособиям при первом визите пациента, включает изучение наиболее адекватных вариантов для конкретного случая, с учетом их психологических, культурных, социальных и трудовых факторов и степень улучшения опыта работы с выбранными средствами, советы пациенту, помогающие улучшить качество жизни. После определённой адаптации, существуют меры обеспечения правильного использования пациентом наглядных пособий. В некоторых случаях (ок. 4 %), начальные наглядные пособия могут быть заменены. После завершения визита пациента, отчёт о нём и последующих отдаётся глазному врачу или направившему специалисту.

### Другие средства
Для полностью слепых есть книги со шрифтом Брайля, аудиокниги, компьютерные программы, преобразующие текст в речь, машины и электронные книги. Лица с плохим зрением могут использовать эти инструменты, а также крупный шрифт для чтения материалов, который позволяют использовать электронные книги.
Компьютеры являются важными инструментами интеграции лиц с нарушениями зрения. Они позволяют, используя стандартные или специальные программы, увеличение объектов на экране и преобразование текста в звук или управление прикосновением (линия Брайля) и могут быть использованы для всех уровней визуального гандикапа. OCR сканеры могут, в сочетании с программным обеспечением преобразования текста в речь, читать содержание книг и документов вслух с помощью компьютера. Продавцы также создать телевизионную установку с замкнутым контуром, чтобы электронным образом увеличивать написанное на бумаге, и даже изменять контрастность и цвет изображения для слабовидящих пользователей. Для получения более подробной информации, обращайтесь к экспертам технических средств реабилитации.
У взрослых с ослабленным зрением нет никаких аргументов, подтверждающих превосходство одной формы помощи при чтении перед другой. В нескольких исследованиях стационарная замкнутая телевизионная система и ручная замкнутая телевизионная системы обеспечили более быстрое чтение, чем через оптические приборы. В то время как электронные средства могут обеспечить более быстрое чтение для людей с ослабленным зрением, портативность, простота использования и доступность также немаловажны для людей.
Дети с ослабленным зрением иногда испытывают задержки при чтении, но могут получить пользу от фонетических методов обучения. Привлечённые фонетические средства обучения являются мультисенсорными, мотивирующими и ручными. Обычно студентов сначала учат самым частым звукам букв алфавита, особенно так называемые короткие гласные звуки, затем смешивают звуки вместе с трехбуквенными словами, такими как кошки, (англ. cat) красный, (англ. red) сидеть, (англ. sit) горячий, (англ. hot) солнце (англ. sun). Практические (или кинестетически привлекательные) сильно увеличенные печатные материалы, подобные тем, что в «большой коллекции фонетических анимированных книг» Линн Гордон (англ. Lynn Gordon)(Scholastic, 2010) являются полезными для обучения семействам слов и навыкам смешивания начинающим читателям с ослабленным зрением. Начальное обучение чтению должно быть направлено в первую очередь на строчные буквы, а не заглавные (хотя они больше), так как чтение текста, требует знакомства (в основном) со строчными буквами. Начальное фонетическое чтение должно быть дополнено фонематическими занятиями по повышению осведомлённости, пишущих возможностей, и чтением вслух (литература ежедневного детского чтения), чтобы стимулировать мотивацию, развитие словарного запаса, развитие концепции, и развитие понимания навыков. Многие дети с ослабленным зрением могут быть успешно включены в регулярные условия образования. Родителям, возможно, потребуется быть бдительными, чтобы гарантировать, что школа даёт учителю и учащимся соответствующий уровень ресурсов для пониженного зрения, например, соответствующие технологии в классе, помощь в учебное время, модифицированные учебные материалы и консультационную помощь эксперта по низкому зрению.

### Связь

#### Барьеры
Связь с ослабленным зрением может быть более сложным делом, чем для с кого-либо, кто не имеет потери зрения. Как бы то ни было, многие люди чувствуют себя неловко при общением со слепым, и это может вызвать коммуникационные барьеры. Одна из самых больших препятствий в общении с лицами с ослабленным зрением исходит от взаимодействия лицом к лицу. Есть много факторов, которые могут привести к дискомфорту при общении лицом к лицу. Есть много не словесных факторов, которые препятствуют связи между слабовидящими и зрячими, которые препятствуют чаще словесных факторов. Эти факторы, которые Rivka Bialistock упоминает в своей статье, включают в себя:
- Отсутствие восприятия выражения лица, мимики или жестов тела в качестве ответов
- Бессловесные жесты, к которым слабовидящий человек не проявляет интереса
- Говорить когда не ожидается или не говорить, когда ожидается
- Страх обидеть слабовидящих
- Стоять слишком близко, вторгаясь в личный уровень комфорта
- Осуществлять или игнорировать чувства жалости
- Быть некомфортным с чувствительными объектами или людьми
- Видеть соединение или разъединение
- Зависимость
- Напоминание о страхе остаться слепыми

Слепой человек посылает эти сигналы или типы бессловесной коммуникации, не зная, что они так воспринимаются. Все эти факторы могут повлиять на то, как человек с ослабленным зрением будет чувствовать себя в общении. Это оставляет слабовидящим ощущение отрешённости и одиночества.

#### Урегулирование отношений
В статье «На пути к лучшей коммуникации, с точки зрения интереса. Или навыки sight-glish для слепых и слабовидящих», автор, Rivka Bialistock предлагает метод для снижения неудобства физическим лицам в общении с лицом с ослабленным зрением. Этот метод называется blind-glish или sight-glish, который является языком для слепых, похожим на английский язык. Например, дети, которые не родились в состоянии говорить сразу, могут общаться с помощью sight-glish, просто видя всё и общаясь без слов. Это естественно для зрячих детей, и обучая этому методу детей с нарушениями зрения, можно улучшить их склонность к общению с самого начала.
Чтобы избежать чувства отрешённости слабовидящих, люди должны относиться к слепым иначе, чем к инвалидам, оказывая им особое внимание. Люди должны понимать, что неприлично, например, заставлять своего слепого ребёнка смотреть на них, когда они говорят. Тем не менее, этому способствует метод sight-glish. Важно учитывать любые психические страхи и неприятные чувства у людей во время общения (словесно и без слов) лицом к лицу.

#### Окружение
Люди с визуальной инвалидностью должны не только найти способы эффективного общения с окружающими людьми, но также и с их окружением. Слепые и слабовидящие в значительной степени опираются на другие органы чувств, таких как слух, осязание и запах, чтобы понять, что их окружает.

#### Звук
Звук является одним из самых важных чувств, которое слепые и слабовидящие могут использовать для того, чтобы находить объекты вокруг себя. Может использоваться форма эхолокации, подобно дельфину или летучей мыши. Эхолокация с точки зрения человека — возможность использования звуковых волн, генерируемые из речи или других источников, такие как шум тростника, которые отражаются от объектов и попадают на лицо, давая общее представление о направлении на объект. Это не означает, что они могут изобразить детали на основе звука, а лишь объекты для взаимодействия или избегания оного. Увеличение атмосферного давления и влажности повышает способность человека использовать звук в своих интересах, в то время как ветер или шум в какой-либо форме ухудшает его.

#### Касание
Сенсорный аспект важен в том плане, как слепые или слабовидящие люди воспринимают мир. Он даёт немало информации об окружающем мире. Ощупывание чего-либо даёт подробную информацию о форме, размере, текстуре, температуре и многих других качествах. Касания также помогают с коммуникацией; форма общения Брайля, в которой люди используют свои пальцы, чтобы ощущать шишечки на поверхности и интерпретировать отображенные таким образом объекты. Есть некоторые проблемы и ограничения с ощупыванием, затрудняющие воспринимать реальные объекты, так как не все объекты доступны для пальпации. Другим ограничивающим фактором является то, что процесс обучения идентификации объектов ощупыванием гораздо медленнее, чем идентификации объектов зрением. Это связано с тем, необходимо, чтобы объект был доступен и безопасен для ощущений, пока общее представление не будет построено в головном мозге.

#### Запах
Некоторые запахи могут быть связаны с конкретными местами и помогать человеку с проблемами зрения узнавать знакомое место. Этот путь даёт дополнительные шансы опознания местопребывания в целях навигации. Это в равной степени относится и к людям. Некоторые люди имеют специфический запах, который человек с обострённым обонянием может разобрать. Это могут использовать люди с нарушениями зрения,, чтобы узнавать людей вблизи себя не сказав ни слова.

#### Развитие коммуникабельности
Нарушения зрения могут оказать глубокое воздействие на развитие детской коммуникабельности. Языковое и социальное развитие ребёнка или подростка может задерживаться из-за невозможности увидеть мир вокруг себя.

#### Социальное развитие
Социальное развитие включает в себя взаимодействие с людьми, окружающими ребёнка в начале его жизни. Для зрячего ребёнка, улыбка родителей первый символ признания и общения, и почти мгновенный фактор коммуникации. Для слабовидящего ребёнка, узнавание голоса родителей будут замечено примерно в два месяца, но улыбка может быть вызвана только через прикосновение между родителем и ребёнком. Эта первичная форма общения значительно задерживается у ребёнка и будет мешать развитию других форм общения. Социальные взаимодействия будут более сложными из-за невозможности визуальных подсказок и языка мимики.
Из-за задержек в развитии детской коммуникабельности, они могут казаться не заинтересованными в социальной активности со сверстниками, некоммуникативными и не обученными, как общаться с другими людьми. Это может стать причиной для ребёнка избегать сверстников и, следовательно, требовать большего попечения членов семьи.

#### Развитие языка
Многое из того, чему научается ребёнок, является подражанием другим и слабовидящий ребёнок должен пройти плановое обучение, направленное на развитие отсроченной имитации. Слабовидящий ребёнок может болтать языком и подражать словам раньше, чем зрячий ребёнок, но может показать задержки при комбинировании слов, чтобы выразить свою мысль, такой ребёнок может, как правило, нечасто, инициировать вопросы с использованием прилагательных. Обычно сенсорный опыт ребёнка не всегда легко кодируется в языке, и это может привести к сохранению фраз и предложений в памяти и повторению их вне контекста. Язык слепого ребёнка, кажется, не отражает его собственного развития знаний о мире, а лишь его знание языка других.
Слабовидящий ребёнок может быть нерешительным в исследовании мира вокруг себя из-за страха перед неизвестным, а также может препятствовать чрезмерной заботе членов семьи. Без конкретного опыта, ребёнок не в состоянии разработать осмысленные понятия или язык, чтобы описать или думать о них.

### Доступ к медицинской помощи
Нарушения зрения могут создавать последствия для здоровья и благополучия. Количество нарушений зрения растет, особенно среди пожилых людей. Это означает, что эти люди с нарушениями зрения, скорее всего, имеют ограниченный доступ к информационным и медицинским учреждениям, и не могут получить достаточный уход возможно потому, что не все специалисты в области здравоохранения знают о конкретных потребностях, связанных со зрением.
- Предпосылкой эффективной медицинской помощи вполне может быть наличие сотрудников, осведомлённых о людских проблемах со зрением.
- Связь и различные способы общения с клиентами с ослабленным зрением должны быть приспособлены к индивидуальным потребностям и доступны в любое время.[45]

## Эпидемиология
Текущие данные увеличения распространённости нарушений зрения говорят о наличии 284 млн слабовидящих, 10 % из которых живут в развитых странах мира, это означает, что текущая глобальная величина нарушений зрения больше. По всему миру на каждого слепого человека, в среднем приходится 3,4 человека с плохим зрением; в зависимости от страны и региональных различий в пределах от 2,4 до 5,5.
 По возрасту : нарушение зрения неравномерно распределены по возрастным группам. Более 82 % всех людей слепы в возрасте от 50 лет и старше, хотя они составляют лишь 19 % населения мира. В связи с ожидаемым количеством прожитых в слепоте лет, (слепых лет), детская слепота остаётся серьезной проблемой с ожидаемыми 1,4 миллиона слепых детей, не достигших возраста 15 лет.
 По полу : Проведённые исследования постоянно показывают, что в каждом регионе мира, и для всех возрастов, женщины имеют значительно более высокий риск нарушений зрения, чем мужчины.
 По географии : Нарушения зрения не распределяются равномерно по всему миру. Более 90 % людей с ослабленным зрением живут в развивающихся странах.
Это оценки 1990-х годов, новые данные, основанные на мировом населения 2002 года показывают снижение числа слепых и слабовидящих, и тех, кто слеп от последствий инфекционных заболеваний, но увеличение числа людей, кто слеп от условий, связанных с ростом продолжительности жизни.